# Molochișul Mic, Stînga Nistrului
Molochișul Mic este un sat din cadrul comunei Vadul Turcului din Unitățile Administrativ-Teritoriale din Stînga Nistrului, Republica Moldova.

## Legături externe
- pl Mołokisze Małe în Dicționarul geografic al Regatului Poloniei și al altor țări slave, volum VI (Malczyce — Netreba) 1885

1. ↑   http://date.gov.md/ro/system/files/resources/2015-11/coduri%20postale%20RM.xlsx Lipsește sau este vid: |title= (ajutor)